# Frunzienskaja
Frunzienskaja (ros. Фрунзенская – Frunzenska) – stacja metra w Moskwie, na linii Sokolniczeskiej. Nosi nazwę na cześć rosyjskiego bolszewika Michaiła Frunzego. Jest częścią odcinka metra prowadzącego pod rzeką Moskwą, dlatego położona jest bardzo głęboko (42 m). Stacja została otwarta 1 maja 1957.